# Pirttisaari (ö i Päijänne-Tavastland, Lahtis, lat 61,38, long 25,56)
Pirttisaari är en ö i Finland. Den ligger i sjön Päijänne och i kommunen Sysmä i den ekonomiska regionen  Lahtis ekonomiska region  och landskapet Päijänne-Tavastland, i den södra delen av landet, 140 km norr om huvudstaden Helsingfors. Öns area är 2,5 hektar och dess största längd är 240 meter i sydväst-nordöstlig riktning.